# Paul Guiraudet
Alexandre Paul Emile Guiraudet, né à Paris le 2 mai 1826 et mort à Paris 1er le 8 novembre 1874,, est un mathématicien français, normalien.

## Biographie
Ancien élève de l'École normale supérieure (rue d'Ulm — Paris), il devient professeur au lycée Saint Louis (Paris), puis professeur adjoint de Gabriel Alcippe Mahistre, à la chaire de mathématiques de la faculté des sciences de Lille en 1856, où il assure le cours de calcul différentiel et intégral. 
Au décès de Mahistre en 1860, il devient son successeur et assure les cours de mathématiques et de mécanique, développant l'enseignement de la transmission mécanique et des machines à vapeur. Outre son cours à la faculté des sciences, Guiraudet fait un rapport sur la formation d’ouvriers à l'École des chauffeurs mécaniciens et conducteurs de machines à vapeur de Lille et assure un cours spécial à l'École des arts industriels et des mines à la suite de Mahistre. À partir de 1872, il assure un cours de mathématiques pures et appliquées à l'Institut industriel du Nord (École centrale de Lille). Il est par ailleurs recteur de l'Académie de Toulouse et chevalier de la Légion d'honneur.